# Personaggi di Capitan Tsubasa - Holly e Benji

I principali giocatori giapponesi con la divisa della nazionale giovanile. Da sinistra: Danny Mellow, Philip Callaghan, Clifford Yuma, Sandy Winters, Ralph Peterson, Bruce Harper, Oliver Hutton, Mark Lenders, Tom Becker, Benjamin Price e Patrick Everett.

Questa è la lista dei personaggi del manga Capitan Tsubasa - Holly e Benji e dei suoi adattamenti animati. 

## Giocatori giapponesi
Oliver Hutton (大空 翼?, Ōzora Tsubasa)
Centrocampista-attaccante numero 10 nella New Team, nella Nazionale Giapponese U-15, U-20 e U-23, nel San Paolo, nel Barcellona B e numero 28 nel Barcellona. È il protagonista della serie e aspira a vincere il mondiale con il Giappone. Nel corso della sua carriera ha giocato praticamente in tutti i ruoli: all'inizio della serie era un centravanti, poi cambiò il suo ruolo in quello di centrocampista offensivo. Ha pure giocato come difensore in alcune partite. I suoi migliori amici sono il pallone da calcio, il campo di gioco, Tom Becker, col quale forma la coppia d'oro, e Bruce Harper e molti altri. Ha militato nella New Team (elementari e alle medie), nel San Paolo, nel Barcellona (anche nella squadra B) e nella nazionale giapponese. Nel tempo ha sviluppato differenti tiri speciali quali il Drive Shot, il Flying Drive Shot, lo Sky-dive Shot e lo Sky-wing Shot.
Benjamin Price (若林 源三?, Wakabayashi Genzō)
Portiere numero 1 nella Saint Francis, nella New Team, nell'Amburgo, nella Nazionale Giapponese U-20 e U-23, e numero 22 nella Nazionale Giapponese U-15. In assoluto il portiere più forte del Giappone e tra i migliori di tutta la serie, pochi sono stati gli avversari che lo hanno superato per due volte nella stessa partita o che gli hanno segnato da fuori area. Nonostante sia uno dei maggiori protagonisti dell'opera non lo si vede sempre in azione: a causa di infortuni ed altri imprevisti nel campionato delle elementari gioca solamente la finale contro la Muppet, al torneo di Parigi U-15 gioca la finale contro la Germania Ovest, s'infortuna anche in vista dei mondiali U-20 dove giocherà le ultime tre gare ad eliminazione diretta, e in preparazione alle Olimpiadi di Madrid l'allenatore dell'Amburgo lo esclude dai titolari in seguito ad un'ingenuità commessa da Benji che causò la sconfitta contro il Bayern Monaco.
Tom Becker (岬 太郎?, Misaki Tarō)
Centrocampista numero 11 nella New Team, nella Nazionale Giapponese U-15, U-20 e U-23, e numero 38 nello Júbilo Iwata. È uno dei migliori amici di Holly e con lui forma la coppia d'oro della New Team e della nazionale giapponese. Dopo l'ultimo campionato delle elementari si trasferisce in Francia per seguire il padre pittore e tornerà in Patria per studiare alle scuole superiori. A causa di un infortunio subito prima del mondiale U-20 il suo previsto trasferimento al Paris Saint-Germain salta, e dopo essersi ripreso torna in Giappone per giocare negli Jubilo Iwata assieme a Bruce Harper e Jack Morris, dove guida la squadra alla vittoria del girone di ritorno della J League. È doppiato in giapponese da Eiko Yamada in Holly e Benji, da Yūko Kobayashi in Captain Tsubasa J da giovane, da Hiro Yūki in Captain Tsubasa J da adulto, da Satsuki Yukino in Road to 2002 da giovane e da Kousuke Toriumi in Road to 2002 da adulto e in italiano da Rossella Acerbo e da Paolo Vivio nelle prime tre serie, mentre in Captain Tsubasa 2018 è doppiato da Davide Fumagalli.
Mark Lenders (日向 小次郎?, Hyūga Kojirō)
Attaccante numero 10 nella Muppet, nella Toho, numero 9 nella Nazionale Giapponese U-15, U-20 e U-23, numero 18 nella Juventus e numero 78 nella Reggiana. Ha avuto un'infanzia difficile: a nove anni gli morì il padre e fin da piccolo fu costretto a lavorare per aiutare la sua famiglia che versava in cattive condizioni economiche. Per questo è molto orgoglioso, tenace e forte. Ai tempi delle elementari e delle medie è stato il principale rivale di Holly. Ha giocato nella Muppet (scuole elementari) nella Toho (alle medie e alle superiori, di cui è stato anche il capitano) e in seguito milita nella Reggiana in serie C1, ceduto in prestito dalla Juventus, che ha condotto alla promozione in serie B. Le sue tecniche migliori sono la progressione diretta e vari tiri quali il Tiger Shot, il Neo Tiger Shot, il Raiju Shot ed il Wild Tiger Shot.
Bruce Harper (石崎 了?, Ishizaki Ryō)
Difensore numero 14 nella New Team e nella Nazionale Giapponese U-15, numero 4 nella Nazionale Giapponese U-20 e U-23, e numero 36 nel Júbilo Iwata. È uno dei migliori amici di Holly e suo compagno fin dai tempi della New Team, tanto che lo stesso Holly pur di giocare con Bruce alle scuole medie ha rinunciato all'ingresso nella Toho benché fosse una squadra molto più affermata. Gioca nel ruolo di difensore all'apparenza sembra piuttosto maldestro, e finisce spesso per respingere il pallone di faccia, ma è comunque un buon giocatore, infatti è probabilmente uno dei pochi difensori in tutto il Giappone capace di mettere in difficoltà Mark. Inoltre è un bravo assistman, molte volte Holly riesce a sfruttare pienamente le sue abilità realizzative proprio grazie ai passaggi di Bruce, in Rising Sun dà prova di aver migliorato enormemente la sua tecnica di gioco copiando parzialmente lo stile di Holly. È doppiato in giapponese da Hiroko Maruyama in Holly e Benji, da Kappei Yamaguchi in Captain Tsubasa J e da Urara Takano in Road to 2002 e in italiano da Massimiliano Manfredi (Che Campioni Holly e Benji, Holly e Benji Forever) e Davide Garbolino (Captain Tsubasa 2018). A Bruce Harper è dedicata una statua nel sobborgo di Yotsugi, alle porte di Tokyo.
Philip Callaghan (松山光?, Matsuyama Hikaru)
Centrocampista numero 10 nella Flynet, numero 12 nella Nazionale Giapponese U-16, U-20 e U-23, e numero 36 nei Consadole Sapporo: ha subito un'evoluzione nel ruolo che lo ha portato da centrocampista offensivo nella Flynet a difensore nel Giappone U-16 (su richiesta di Julian Ross) fino a stabilirsi come libero a partire dal torneo asiatico U-20, tornerà infine nel ruolo di centrocampista nell'U-23, anche grazie al fatto che il posto di libero viene occupato da Julian Ross. Giocatore tenace che non avendo il talento di Holly o Mark Lenders tenta di raggiungerli allenandosi duramente. È proprio grazie ai suoi allenamenti che ha inventato il tiro dell'aquila, un tiro rasoterra difficile da parare. A riconferma della sua completezza tecnica e atletica, è uno dei soli tre giocatori di punta del Giappone, insieme a Holly e Julian, a non essere stato escluso dal nuovo allenatore Gamo. Nel Golden 23 viene nominato capitano della nazionale giapponese Under 23, guidandola alla qualificazione olimpica in assenza dei compagni impegnati coi rispettivi club in Europa. È doppiato in giapponese da Mie Suzuki in Holly e Benji, da Masami Kikuchi in Shin Captain Tsubasa, da Tsutomu Kashiwakura in Captain Tsubasa J e da Akira Ishida in Road to 2002 e in italiano da Fabrizio Manfredi, Simone Crisari (nelle prime tre serie), Alessandro Salvatore  e Vito Ventura (in Captain Tsubasa 2018, rispettivamente prima e seconda stagione).
Julian Ross (三杉 淳?, Misugi Jun)
Centrocampista e libero numero 14 nel Musashi e nella Nazionale Giapponese U-23, numero 24 nella Nazionale Giapponese U-16, numero 6 nella Nazionale U-20, numero 41 nel FC Tokyo e con un breve trascorso nel Bellmare Hiratsuka: Ai tempi delle elementari era considerato come talento puro il calciatore più forte della nazione; nato ai tempi delle elementari come centrocampista offensivo, col Giappone U-16 è diventato un libero. È chiamato "il principe del calcio" dal cuore di cristallo. Già dalle elementari soffriva di una malattia cardiaca che gli permetteva di giocare solo pochi minuti a partita. Dopo diversi anni di cure e riposo ha in parte superato il suo problema ed è tornato a giocare a tempo pieno, confermandosi uno dei migliori giocatori nipponici. Cresciuto nel Musashi, da professionista resta nella capitale firmando per il Tokyo FC, anche se al termine del World Youth era dato come nuovo acquisto dei Bellmare Hiratsuka; farà parte della nazionale olimpica U-23 per le Olimpiadi di Madrid, dove tornerà a vestire la maglia numero 14. Contemporaneamente porta avanti anche gli studi di medicina. Tra le sue tecniche c'è il Drive Shot e la rovesciata.
Ed Warner (若島津 健?, Wakashimazu Ken)
Portiere numero 17 nella Muppet, nel Yokohama Flugels e nella Nazionale Giapponese U-20 e U-23, numero 1 nella Toho e nella Nazionale Giapponese U-15, numero 51 nel Nagoya Grampus Eight, attaccante a partire dalle qualificazioni al torneo olimpico. Prima di iniziare a giocare a calcio era un karateka e utilizza alcune tecniche di karate per parare. Nella nazionale U-23 si scopre anche un ottimo attaccante, in grado di calciare il Twin Shot in collaborazione con Mark Lenders, e proprio nella serie Golden 23 viene rivelato che nella Muppet era inizialmente un centravanti, ma con l'avvento di Mark Lenders si dovette adattare al ruolo di portiere. Dopo le scuole ha una breve parentesi da professionista negli Yokohama Flügels dopo essersi autoescluso dalla nazionale, in seguito giocherà in J-League con i Nagoya Grampus Eight, salvo fare una nuova parentesi nella nazionale giapponese nelle partite contro il Messico, l'Uruguay e l'Italia. Tra le sue tecniche sfrutta i pali della porta come supporti per slanciarsi in tuffo (Triangle Jump), oppure respinge la palla con colpi di karate. È doppiato in giapponese da Nobuo Tobita in Holly e Benji, da Daiki Nakamura in Captain Tsubasa J da bambino, da Tomokazu Seki in Captain Tsubasa J da adulto e da Kentarō Itō in Road to 2002 e in italiano da Rori Manfredi (nelle prime tre serie) e Mattia Bressan (in Captain Tsubasa 2018).
James e Jason Derrick (立花 國夫 と 宗夫?, Kazuo to Masao Tachibana)
Chiamati gemelli Derrick, sono centrocampisti-attaccanti numeri 10 e 9 nella Hot-Dog, numeri 3 e 2 nella Nazionale Giapponese U-16, U-20 e U-23, numeri 40 e 41 nel JEF United Ichihara. A scuola sono i campioni della prefettura di Akita e le stelle della Hot-Dog, dove giocano come attaccanti, mentre in nazionale vengono utilizzati come veri e propri jolly, fino a diventare una coppia di mediani nella nazionale U-23. Fratelli gemelli omozigoti, sono famosi per le loro tecniche acrobatiche come la Catapulta Infernale, oltre che la Triangolazione Aerea, il Tiro Combinato, la Difesa della Scimmia e il Balzo dello Scoiattolo. Le loro tecniche sono però eccessivamente dispendiose in termini fisici e così con l'invecchiamento e i molti infortuni si vedono costretti a limitare l'utilizzo delle stesse. Sono doppiati in giapponese da Miki Narahashi e Reiko Suzuki in Holly e Benji, da Yoshiko Kamei e Mie Suzuki in Shin Captain Tsubasa, da Satsuki Yukino e Ai Orikasa in Captain Tsubasa J e da Masataka Nakai e Miki Nagasawa in Road to 2002 e in italiano da Francesco Pezzulli (prime tre serie) e Stefano Pozzi (Captain Tsubasa 2018).
Eddie Bright (反町 一樹?, Sorimachi Kazuki)
Attaccante numero 9 nella Toho, numero 19 nella Nazionale Giapponese U-16, numero 13 nella Nazionale Giapponese U-20 e U-23, e numero 51 nel Vissel Kobe: attaccante del Toho e riserva nella nazionale giapponese. Diventa noto ai tempi delle superiori con numerose reti, segnate nel periodo in cui Mark Lenders veniva tenuto fuori rosa dall'allenatore. Trova anche lui spazio nella J-League, nei Vissel Kobe. Viene indicato dal CT del Giappone U-23 Kira come un "attaccante difensivo", in grado, nella fase di non-possesso palla, di pressare nelle varie zone del campo; farà parte dei 23 convocati per le Olimpiadi di Madrid. Doppiato in italiano da Davide Farronato (Captain Tsubasa 2018).
Alan Crocker (森崎 有三?, Yuzo Morisaki)
Portiere numero 12 poi numero 1 nella New Team, numero 21 nella Nazionale Giapponese U-15, U-20 e U-23, numero 34 negli Shimizu S-Pulse. In alcuni episodi il suo cognome viene cambiato in "Parker". Inizialmente è il secondo portiere della New Team e terzo portiere della nazionale giapponese. Nonostante sia il secondo portiere della New Team, ha giocato molte partite da titolare a causa dell'infortunio di Benji. Dopo la partenza in Germania di quest'ultimo, Alan diventa a tutti gli effetti il primo portiere della squadra di Shizuoka. In nazionale U-15 gioca solo la parte finale dell'amichevole contro l'Amburgo per sostituire l'infortunato Ed Warner. Durante le qualificazioni per il World Youth, prende il posto di Ed Warner quando questi era inizialmente deciso a lasciare la nazionale: in tale occasione indossa la maglia numero 1, per poi tornare alla 21 con il ritorno del portiere karateka. Da professionista gioca negli Shimizu S-Pulse. Alle Olimpiadi di Madrid entra nella nazionale olimpica avendo migliorato sensibilmente le sue abilità di gioco sostituendo Benji contro la Germania a metà partita quando quest'ultimo si procurerà una ferita alla schiena. Nel film Holly e Benji: La selezione giovanile del Giappone, fa il suo esordio a livello internazionale con la maglia numero 13, a causa del fatto che a Benji non era stato dato il permesso di giocare. È doppiato in italiano da Giorgio Milana (prime tre serie) e Jacopo Calatroni (Captain Tsubasa 2018).
Paul Diamond (井沢 守?, Mamoru Izawa)
Centrocampista numero 10 nella Saint Francis, numero 8 nella New Team, nella Nazionale Giapponese U-15, U-20 e U-23, e poi acquistato dal Yokohama F. Marinos. Ha sempre fatto parte di tutte le rappresentative nazionali giovanili, vincendo il torneo di Parigi U-15 e il World Youth. Con l'avvento del coach Jeff Turner viene schierato anche come difensore nell'olimpica U-23 acquisendo maggiore importanza nello scacchiere tattico. Doppiato in italiano da Marco Vivio (prime tre serie) e Alessandro Germano (Captain Tsubasa 2018).
Johnny Mason (来生 哲兵?, Teppei Kisugi)
Attaccante numero 9 nella Saint Francis e nella New Team, numero 20 nella Nazionale Giapponese U-16, numero 19 nella nazionale U-20 e U-23, numero 39 nei Cerezo Osaka. È il migliore attaccante della Saint Francis e ha una perfetta intesa con i compagni Paul Diamond e Ted Carter. Viene in seguito selezionato nella squadra della New Team dove però segnerà molto meno. Diventerà professionista nei Cerezo Osaka. È doppiato in italiano da Nanni Baldini e Dario Sansalone.
Ted Carter (滝 一?, Hajime Taki)
Centrocampista-attaccante numero 11 nella Saint Francis, numero 7 nella New Team, numero 17 e 13 nella Nazionale Giapponese U-15 e U-20, numero 6 nella Nazionale Giapponese U-23, tesserato dai Tokyo Verdy: di ruolo è un'ala pura. S'intende a meraviglia con Johnny Mason e Paul Diamond, con i quali forma il trio della Saint Francis. Forte è la rivalità tra loro e lo zoccolo duro della Otomo. In nazionale avrà invece poco spazio. È doppiato in italiano da Fabrizio Mazzotta (prime tre serie) e da Simone Marzola (Captain Tsubasa 2018).
Bob Denver (高杉 真吾?, Shingo Takasugi)
Difensore numero 6 nella Saint Francis e nella New Team, nella Nazionale Giapponese U-15, numero 14 nella nazionale U-20, numero 39 nel Sanfrecce Hiroshima. All'inizio della storia, Denver è il difensore più forte della prestigiosa squadra Saint Francis, e la sua specialità preferita sono le rimesse laterali lunghe, ha anche una perfetta intesa con i compagni Johnny Mason, Paul Diamond e Ted Carter. Successivamente viene creata la New Team e Denver ne diviene il difensore titolare. In nazionale sostituisce raramente Clifford Yuma nel ruolo di "gigante" della difesa. Viene convocato nel ritiro della nazionale U-23 in vista delle Olimpiadi di Madrid, ma non rientrerà nei 23 utilizzati per il torneo. È doppiato in italiano da Massimiliano Alto e da Omar Maestroni.
Patrick Everett (新田 瞬?, Shun Nitta)
Attaccante numero 9 nella New Team e nella Otomo, numero 18 nella Nazionale Giapponese U-16, U-20 e U-23, numero 35 nei Kashiwa Reysol. Ha vinto il campionato delle elementari con la New Team l'anno successivo al trasferimento alle medie di Holly e degli altri. Alle medie è entrato nella scuola Otomo. Ha provato a sconfiggere la New Team nella finale del campionato regionale non riuscendoci. Alle superiori è rientrato nella New Team. Alla fine del torneo viene convocato nella nazionale U-15, U-19, U-20 e U-23. Il suo tiro speciale è il tiro del falco. È professionista nei Kashiwa Reysol. Doppiato in italiano da Massimo Corizza (tutte le serie vintage) e Paolo De Santis (Captain Tsubasa 2018).
Danny Mellow (沢田 タケシ?, Takeshi Sawada)
Centrocampista numero 15 nella Muppet, nella Toho, nella Nazionale Giapponese U-15, U-20 e U-23, numero 35 negli Urawa Red Diamonds, numero 10 nella Nazionale Giapponese U-19: inizialmente sullo stesso piano tecnico di Tom Becker ma più giovane di due anni. Giocatore tecnico, tra i principali elementi delle squadre giovanili in cui ha militato benché più piccolo di età, nella nazionale della "generazione d'oro" mantiene principalmente un ruolo di riserva. Dopo aver vinto il World Youth con gli storici compagni di squadra diviene il capitano della nuova nazionale Under 19 (in cui gioca col numero 10), guidando alla vittoria del campionato asiatico Under-19 i suoi coetanei. Doppiato in italiano da Gianmarco Messersi (Captain Tsubasa 2018)
Ralph Peterson (早田 誠?, Makoto Soda)
Difensore numero 7 nell'Azuma-Ichi, nella Nazionale Giapponese U-15, U-20 e U-23, numero 72 nei Gamba Osaka, ha militato anche nella Tatsunami (scuola di Osaka che ha unito gli studenti della Norfolk e della Artic): soprannominato "l'ammazzacampioni" è forte nella marcatura a uomo, è molto veloce, ma sa rendersi pericoloso anche in fase offensiva, e per questo è passato in nazionale al ruolo di terzino fluidificante. Le sue tecniche principali sono il Kamisori Shot ed il Kamisori Tackle. Nel doppiaggio italiano cambia nome due volte, mentre nella serie Holly e Benji Forever viene chiamato inizialmente Richard Flanaghan, successivamente Sam Reynolds. Doppiato in italiano da Andrea Ward (Holly & Benji, Due Fuoriclasse), Emiliano Coltorti (Holly & Benji Forever) e Simone Lupinacci (Captain Tsubasa 2018).
Clifford Yuma (次藤 洋?, Hiroshi Jito)
Difensore numero 5 nella Hirado, nella Nazionale Giapponese U-16, U-20 e U-23, numero 90 negli Avispa Fukuoka, ha militato anche nella squadra liceale Kunimi Gakuin FC. Difensore dal grande fisico, ai tempi delle medie giocava nella Hirado che arrivò ai quarti di finale del campionato nazionale dove fu eliminata dalla New Team. In seguito fu convocato nella nazionale U-15 con la quale vinse il torneo di Parigi per nazionali di categoria. Ha vinto anche il World Youth con la nazionale U-20. Assieme a Winter milita negli Avispa Fukuoka, dopo essere passato per la squadra liceale Kunimi Gakuin FC di Nagasaki. Tra le sue tecniche più celebri c'è il Backspin Pass e il Twin Skylab Hurricane in collaborazione con i gemelli Derrick. È il cugino di Evelyn. Doppiato in italiano da Guido Cavalleri, Sergio Luzi (Holly & Benji, Due Fuoriclasse), Luigi Ferraro(Che campioni Holly & Benji !!! e Holly & Benji Forever) e Ruggero Andreozzi (Captain Tsubasa 2018).
Sandy Winter (佐野 滿?, Mitsuru Sano)
Centrocampista-attaccante numero 16 nella Hirado, nella Nazionale Giapponese U-16, U-20 e U-23, numero 88 negli Avispa Fukuoka, ha militato anche nella squadra liceale Kunimi Gakuin FC. Inizialmente attaccante "tascabile", da quando gioca in nazionale ha cambiato il suo ruolo in centrocampista. Ha un'intesa perfetta con il compagno di sempre Clifford Yuma col quale andrà a giocare in J-League negli Avispa Fukuoka dopo aver giocato al liceo nella Kunimi Gakuin FC. Dotato di un buon dribbling, in più è molto agile e può creare tecniche acrobatiche impressionanti, per questo motivo viene soprannominato "l'acrobata", in seguito nella nazionale U-23 farà sue varie tecniche tipiche del calcio a 5. Doppiato in italiano da Massimo Corizza (Holly & Benji Forever) e Marcello Gobbi (Captain Tsubasa 2018).
Charlie Custer (岸田 猛?, Takeshi Kishida)
Difensore-centrocampista difensivo numero 2 poi numero 4 nella New Team, numero 11 nella Otomo, numero 22 nel World Youth, professionista con gli Shimizu S-Pulse. Difensore giapponese, è cresciuto alle elementari come capitano della York Town per poi passare nella New Team assieme a vari giocatori della Newppy e della Naughty Boys, Ed è soprannominato dai suoi compagni "lo squalo". Dopo la vittoria del campionato delle elementari da difensore titolare passa alla Otomo, ma la sconfitta nella finale delle regionali ad opera della New Team gli costa la convocazione per il torneo di Parigi U-16. Dopo tornerà nella New Team ed il nuovo CT Gamo gli dà fiducia convocandolo in nazionale e schierandolo titolare al posto di Ralph Peterson nelle prime partite del Torneo Asiatico valido per la qualificazione al World Youth; anche Jeff Turner lo convoca nella rosa del Giappone U-23 per le qualificazioni alle Olimpiadi. Professionista negli Shimizu S-Pulse assieme ad Alan Crocker, viene convocato nel ritiro della nazionale U-23 in vista delle Olimpiadi di Madrid, ma non rientrerà nei 23 utilizzati per il torneo. Doppiato in italiano da Tiziano Bertrand (Captain Tsubasa 2018)
Rob Denton (葵 新伍?, Shingo Aoi)
Centrocampista-attaccante numero 20 nell'Inter, nell'Albese e nella nazionale giapponese U-20 e U-23, numero 12 nella Nakahara. Soprannominato "Principe del sole", Rob gioca nei ruoli di trequartista e seconda punta. Pur facendo teoricamente parte della "generazione d'oro del calcio giapponese", dopo una breve militanza nel Nevada si è trasferito in Italia, dove ha giocato nelle giovanili dell'Inter. È stato scoperto dal mister Gabriel Gamo durante le selezioni per il World Youth, dove si è rivelato determinante nel riuscire a sopperire al grave infortunio di Tom Becker. Da quel momento è titolare fisso nella nazionale giovanile giapponese. Specialista del palleggio, giocatore molto veloce e ottimo nella finalizzazione, Rob ha affinato negli anni varie tecniche, tra cui la rovesciata e la finta ad angolo retto. È doppiato in giapponese da Masami Kikuchi in Captain Tsubasa J e da Shōtarō Morikubo in Road to 2002 e in italiano da Marco Vivio.
Teo Sellers (中西 太一?, Taichi Nakanishi)
Portiere numero 1 nella Norfolk e numero 13 nella nazionale giapponese Under 13, ha militato anche nella Tatsunami (scuola di Osaka che ha unito gli studenti della Norfolk e della Artic). Portiere di grossa stazza, voleva eguagliare il record di imbattibilità di Benji non subendo neanche un gol in tutto il campionato, ma a infrangere il suo sogno è stata la New Team che sconfisse la sua squadra per 5-1. In seguito tenta di accedere al campionato nazionale delle medie ma la squadra viene sconfitta in finale del campionato regionale dalla Artic di Makoto Soda e non riesce quindi a qualificarsi. Nel torneo di Parigi U-13 Nakanishi è il terzo portiere della nazionale giapponese; stesso discorso anche nel Golden-23, venendo poi scartato nel selezionare i 23 per le Olimpiadi di Madrid. Doppiato in italiano da Marco Benedetti (Captain Tsubasa 2018).
Arthur Foster (大川 学?, Okawa Manabu)
Occhialuto giocatore della New Team; è totalmente negato per lo sport praticato e decide quindi di passare ad eterno tifoso della New Team e di Holly, divenendone l'aiuto preparatore nel Road to 2002. Doppiato in italiano da Isa Di Marzio (Holly e Benji - Due fuoriclasse) e Patrizia Mottola (Captain Tsubasa 2018).
Jack Morris (浦辺 反次?, Urabe Hanji)
Difensore-centrocampista difensivo numero 5 nella New Team, numero 10 nella Otomo, numero 24 nella Nazionale Giapponese U-20, numero 23 nella Nazionale U-23 e numero 37 nello Jubilo Iwata. Con l'RJ7/RJ11 è migliorato notevolmente, ottenendo la convocazione per il World Youth. Cresciuto nella Naughty Boys come capitano alle elementari, ha mantenuto il suo orgoglio dato che da mediano titolare della New Team campione di Giappone ha deciso di passare alla Otomo come capitano e uomo-guida. Ha sempre un'amichevole rivalità con Bruce Harper, compagno di reparto anche nello Jubilo Iwata. Doppiato in italiano da Corrado Conforti (prime tre serie) e da Tommaso Zalone (Captain Tsubasa 2018)
Jill Taylor (中山 政男?, Nakayama Masao)
Stopper giapponese, alto di statura, cresciuto nella Naughty Boys, diventa subito un titolare nella New Team. Dopo il passaggio alla Otomo torna titolare nella New Team delle superiori, ma non troverà mai né la convocazione in nazionale né un contratto da professionista. Doppiato in italiano da Giorgio Longoni (Captain Tsubasa 2018).
Keith Coleman (沢木 昇?, Sawaki Noboru)
Punta giapponese e bandiera della Muppet, dopo la partenza del compagno di reparto Mark Lenders, diventa lui il capitano della squadra e il faro che la porterà fino alle semifinali del campionato delle medie contro la Toho: proprio lui segna all'ex compagno Ed Warner, ma poi la Toho riesce a rimontare lo svantaggio e a vincere. Viene convocato nel ritiro della nazionale U-16, ma alla prima selezione non viene confermato. Doppiato in italiano da Cristiano Paglionico (Captain Tsubasa 2018).
Yuji Soga (曽我 佑二?, Soga Yuji)
Difensore giapponese in forza al Vasco da Gama, rifiuta subito la convocazione da parte del CT Kira per giocare nella U-23 giapponese. Successivamente farà parte dei 23 convocati per le Olimpiadi di Madrid, vestendo la maglia numero 22. Non è un giocatore dotato di un talento innato, ma migliora gradualmente con il passare del tempo. La sua specialità sono i colpi di testa.
Gakuto Igawa (井川 岳人?, Igawa Gakuto)
Calciatore giapponese prima numero 32, poi numero 5 e poi numero 2 della nazionale giapponese U-23, grazie alle sue grandi doti atletiche è in grado di ricoprire qualsiasi ruolo dal portiere alla punta, ma generalmente gioca come difensore centrale. È il fratello minore di Hayato Igawa, difensore e capitano sia della nazionale giapponese che degli Urawa Red Diamonds. Ha la stessa età di Holly e degli altri membri della generazione d'oro, ma si disinteressò alla possibilità di entrare nella nazionale U-19 per poter seguire la fidanzata in Argentina; nonostante le sue abilità non riuscì a sfondare in Sud America e venne svincolato dalla Bolanos FC, la squadra di Nacional B dove giocava. Rimasto vedovo e con una figlia da crescere, inizialmente si scontra caratterialmente con i compagni della nazionale U-23, salvo poi integrarsi perfettamente in squadra. Reagisce facilmente alle provocazioni, fatto che nelle qualificazioni olimpiche gli costerà l'espulsione nella partita di andata contro l'Australia.
Tomeya Akai (赤井 止也?, Akai Tomeya)
difensore-centrocampista difensivo dalle spiccate qualità che milita in italia nella Sampdoria, qui in Italia gli viene dato un soprannome ovvero "lo stopper rosso" per le sue tecniche molto pericolose. Viene invitato nella nazionale U-20 da Rob Denton e subentra in campo contro la Svezia dopo che Philipp Callagan viene a sapere dell'incidente della ragazza, ricoprendo un ruolo fondamentale bloccando ripetutamente il Levin shot e rialzandosi sempre con grande tenacia. È uno dei cinque giocatori della generazione d'oro a militare in squadre europee.

## Altri giocatori
Juan Diaz (ファン・ディアス?)
Chiamato Jorge Ramirez nella versione italiana di Shin Captain Tsubasa, è il regista e capitano della nazionale argentina, numero 10 presente in tutte le categorie d'età. Nato a Buenos Aires da una famiglia molto povera, giocava a calcio per le strade della capitale argentina con quel che gli capitava fino a quando non venne notato da uno scopritore di talenti che gli propose un ingaggio. Diaz è un autentico fuoriclasse capace di segnare un gol dribblando otto giocatori portiere compreso. Oltre a possedere un gran dribbling sa calciare molto bene rovesciate e Drive Shot, ed effettua un tiro speciale calciando la palla di tacco dopo una capriola mortale in avanti. Dopo il torneo di Parigi U-15 milita negli Argentinos Juniors, successivamente al mondiale U-20 si trasferisce al Boca Juniors dove, dopo aver superato un serio infortunio vincerà la Coppa Libertadores. Dopo aver firmato per il Napoli, è autore di una doppietta nella partita che la sua Argentina perde per 3-2 contro il Giappone alle Olimpiadi di Madrid. È doppiato in giapponese da Hisao Oyama nel film La grande sfida mondiale: Jr World Cup!, da Takeshi Kusao in Shin Capitan Tsubasa, da Shintaro Ohata in Road to 2002 e da Yoshitsugu Matsuoka in Captain Tsubasa (2018) e in italiano da Andrea Ward, da Alessio De Filippis e da Emanuele Niego.
Carlos Santana (カルロス・サンターナ?)
Attaccante del Domingo, Valencia e della nazionale giovanile brasiliana. Viene introdotto nel lungometraggio Holly e Benji: La grande sfida mondiale: Jr World Cup!, dove è la stella della selezione sudamericana guidata da Roberto, e riesce a segnare a Benji con un Drive Shoot. In alcuni episodi viene chiamato Francisco, anziché Carlos. Sua madre lo abbandonò quando era ancora in fasce; fu trovato dai custodi di uno stadio che lo adottarono. Quando morirono i suoi genitori adottivi fu adottato dal signor Bala, che lo teneva rinchiuso in una cella e gli faceva fare allenamenti estenuanti. I suoi allenatori poi non gli insegnarono il gioco di squadra ma solo il gioco individuale e in breve Carlos diventò un essere privo dei sentimenti, un cyborg del calcio. Entrò nella squadra del Domingo e arrivò fino in finale del campionato brasiliano dove fu sconfitto dal San Paolo di Holly che gli fece capire l'importanza del gioco di squadra. Chiamato a giocare nella nazionale brasiliana U-20 per disputare il World Youth, Santana trascinò con le sue 16 reti in sei partite la nazionale brasiliana in finale dove fu sconfitto dal Giappone. Ha la facoltà di imparare immediatamente le tecniche speciali degli avversari e di migliorarle ulteriormente. In seguito diviene capocannoniere della Liga col Valencia, ed è convocato nella nazionale olimpica brasiliana per i giochi di Madrid. Indossa la maglia numero 11. È doppiato in giapponese da Kazuhiko Inoue nel film La grande sfida mondiale: Jr World Cup!, da Tomokazu Seki in Capitan Tsubasa J, da Yoshiko Kamei in Road to 2002 da giovane e da Jin Nishimura in Road to 2002 da adulto e in italiano da Alessandro Quarta.
Luciano Leo (ルシアーノ・レオ?, Rushiāno Reo)
Amico di Santana, i due si conoscono da quando erano piccoli, Leo gli è molto affezionato. Come calciatore ricopre il ruolo di centrocampista, è molto bravo nei passaggi e nelle mosse combinate, inoltre lui e Santana hanno un'intesa praticamente perfetta in virtù del lungo tempo in cui hanno giocato insieme. È stato compagno di squadra di Santana nel Domingo, dove indossava la maglia numero 12. Affiancherà nuovamente Santana nella nazionale brasiliana U-20, e poi anche in quella Olimpica, con la maglia numero 7. Lui e Pepe diventeranno compagni di squadra in Giappone, infatti giocheranno nel Kashima Antlers, dove Leo indosserà la maglia numero 35. È doppiato in giapponese da Kishō Taniyama, e in italiano da Stefano Crescentini.
Natureza (ナトゥレーザ?)
Centrocampista del Real Madrid e della nazionale brasiliana U-20 e U-23, appare solo nel manga, dove è il più grande rivale di Holly. Proviene dallo stato dell'Amazzonia in Brasile. È cresciuto in un villaggio nella giungla del Rio delle Amazzoni dove ha imparato a giocare a calcio con la natura e dove ha sviluppato un'immensa abilità, scoperta da Roberto Sedinho. Chiamato a giocare nella nazionale giovanile brasiliana è poi salpato alla volta del Giappone per partecipare al World Youth arrivando in finale. Qui si è scontrato con Holly maturando molto nonostante la sconfitta. Quando ha scoperto che il suo rivale era stato acquistato dal Barcellona ha deciso anche lui, un tempo contrario al professionismo, di diventare un calciatore professionista scegliendo come squadra il Real Madrid. Padroneggia qualsiasi tecnica, ma ne fa vedere di nuove, come il Natureza Dribble. Indossa la maglia numero 10 ai Mondiali U-20, successivamente vestirà sempre la curiosa maglia numero 0. Capocannoniere della Liga nella stagione di debutto, è uno dei titolari della nazionale brasiliana per i giochi olimpici di Madrid.
Rivaul (リバウール?)
Centrocampista offensivo brasiliano del Barcellona ed ex Deportivo La Coruña. Debutta nella serie Road to 2002 come il calciatore più forte del mondo; ciò complica la carriera di Holly al Barcellona, il quale viene retrocesso in seconda squadra. Quando però Rivaul si infortuna, Holly viene promosso titolare al suo posto e da allora il tecnico Van Saal trova il modo per far coesistere i due fuoriclasse. Viene convocato come fuori quota nella nazionale olimpica brasiliana per le Olimpiadi di Madrid con la maglia numero 10. È doppiato in giapponese da Hiroki Takahashi e in italiano da Francesco Pezzulli.
Pierre Le Blanc (エル・シド・ピエール?, El Cid Pierre)
Regista e capitano della nazionale francese giovanile sin dall'U-13. Uno dei migliori registi del mondo nella sua fascia d'età, durante il soggiorno francese di Tom Becker diventa suo amico/rivale. Giocatore elegante e aggraziato, riscuote molto successo fra le ragazze: è infatti il beniamino delle tifose, attratte più dal suo aspetto che dal suo gioco. Il suo tiro speciale è lo Slider Shot. Indossa la maglia numero 10. È doppiato in giapponese da Ken'yū Horiuchi in Holly e Benji, da Yoku Shioya in Shin Capitan Tsubasa e da Kōsuke Toriumi in Road to 2002 e in italiano da Guido Cavalleri, da Fabrizio De Flaviis in Road to 2002 e da Mosè Singh in Captain Tsubasa 2018.
Luis Napoleon (ルイ・ナポレオン?)
Dotato di un carattere scontroso e presuntuoso, è il bomber della nazionale francese giovanile a partire dall'U-15. Il suo tiro è il Cannon Shot; un'altra ottima tecnica è l'Eiffel Combi, una serie di scambi di prima con il compagno Pierre. È famoso per le sue numerose tensioni in campo, che gli sono costante un gran numero di espulsioni e squalifiche dai campionati del mondo. Indossa la maglia numero 20 nel mondiale U-15 e la numero 9 nel World Youth. È doppiato in giapponese da Yasunori Matsumoto in Shin Capitan Tsubasa, da Masaya Takatsuka in Road to 2002 e da Yūki Ono in Captain Tsubasa (2018) e in italiano da Davide Lepore, da Alessandro Quarta, da Daniele Raffaeli e da Sebastiano Tamburrini.
Karl-Heinz Schneider (カール・ハインツ・シュナイダー?)
Bomber delle giovanili dell'Amburgo, Bayern Monaco e della nazionale tedesca giovanile. Rivale di Benji e figlio dell'allenatore del Bayern e delle nazionali tedesche giovanili, ha vinto il titolo di capocannoniere del torneo U-15 di Parigi segnando 12 gol in 4 partite. Il suo tiro speciale è il Fire Shot, che col tempo svilupperà sempre più. Indossa la maglia numero 11 in nazionale e nel Bayern Monaco, mentre nell'Amburgo la numero 10. È doppiato in giapponese da Keiichi Nanba in Holly e Benji, da Ryō Horikawa in Shin Capitan Tsubasa, da Hiroshi Shimozaki in Road to 2002 e da Jun Fukuyama in Captain Tsubasa (2018) e in italiano da Corrado Conforti, da Massimiliano Alto (film) e da Maurizio Merluzzo (Captain Tsubasa 2018).
Reiner Bauer (デューター・ミューラー?, Dieter Müller)
Portiere dello Stoccarda e della nazionale tedesca giovanile. Molto sicuro di sé, consapevole delle sue capacità e dal carattere piuttosto schivo nei confronti dei compagni, è uno dei portieri più forti del mondo della sua generazione, famoso per la sua imbattibilità che nel torneo di Parigi sarà infranta nella finale contro il Giappone. Chiamato "Portiere leggendario", "Portiere fantasma" o "Gigante d'acciaio" per via della sua potenza oltre che per il fatto che il suo passato è un mistero, è in grado di parare tiri potentissimi con una sola mano. Reiner è stato allenato dal padre per molti anni tra le montagne: per renderlo veramente imbattibile, fu sottoposto a un addestramento disumano, dove doveva respingere a mani nude numerose pietre lanciategli dal padre. In questo modo, sebbene abbia sofferto molto, Bauer ha ottenuto una resistenza spaventosa e un'agilità incredibile. Nel World Youth Reiner resta seriamente infortunato nel tentativo di parare il Levin Shot del centrocampista svedese Stefan Levin. Indossa nella sfida con l'Uruguay la maglia numero 18, mentre dalla finale contro il Giappone in poi quasi esclusivamente la numero 1. È doppiato in giapponese da Nobuyuki Furuta in Shin Capitan Tsubasa, da Yasuyuki Kase in Road to 2002, da Yoshimasa Hosoya in Captain Tsubasa (2018) e in italiano da Stefano Onofri e da Marcello Moronesi.
Hermann Kaltz (ヘルマン・カルツ?)
Precedentemente chiamato anche Strauss, è un mediano di bassa statura che gioca sempre con uno stuzzicadenti in bocca; chiamato il "lavoratore" o anche "il muro umano", è ottimo nel tackle e capace di giocate imprevedibili. È un grande amico di Benji e Schneider, con i quali nell'Amburgo ha vinto tutto a livello giovanile in Germania; a differenza di Schneider che decide di seguire il padre al Bayern Monaco, Kaltz decide di restare nell'Amburgo assieme a Benji. Indossa la maglia numero 8 nella nazionale e la numero 9 nell'Amburgo (la numero 5 in Holly e Benji Forever). È doppiato in giapponese da Hōchū Ōtsuka in Shin Capitan Tsubasa, da Takashi Kondo in Road to 2002 e da Kenta Miyake in Captain Tsubasa (2018) e in italiano da Massimiliano Alto, da David Chevalier e da Alessandro Fattori.
Dario Belli (ジノ・ヘルナンデス?, Gino Hernandez)
Chiamato Luis Hernandez in Captain Tsubasa J e Gino Buffetti in Road To 2002, è il portiere dell'Inter e della nazionale italiana U-15 e U-20. È uno dei portieri più forti del mondo nella sua fascia d'età. È abilissimo a parare potenti tiri come il Drive Shot con l'ausilio del solo braccio destro o sinistro. Indossa la maglia numero 1 in nazionale e nell'Inter. Nel Road to 2002 è l'unico giocatore dell'Inter Primavera ad essere promosso in prima squadra. È doppiato in giapponese da Masami Kikuchi in Shin Capitan Tsubasa, da Masaya Onosaka in Capitan Tsubasa J, da Takahiro Yoshimizu in Road to 2002 e da Kazuyuki Okitsu in Captain Tsubasa (2018), mentre in italiano è doppiato da Alberto Caneva in Capitan Tsubasa J, Massimiliano Alto in Road to 2002 e da Andrea Moretti in Captain Tsubasa (2018).
Stefan Levin (ステファン・レヴィン?)
Centrocampista offensivo del Colonia, del Bayern Monaco e della nazionale svedese U-20. La sua fidanzata morì in un incidente stradale e lui, per mantenere la promessa fattale, era determinato vincere il mondiale; ma il trauma per la sorte della sua ragazza lo trasformò in una spietata macchina assassina, tanto che inventò il proprio tiro speciale, il Levin Shot, non tanto per segnare, quanto per fare più male possibile al portiere avversario. Vive una breve rivalità con Benji, al quale rompe il braccio in Bundesliga con il proprio tiro. Al mondiale giovanile (World Youth) affronta il Giappone di Holly, il quale lo redime. Indossa la maglia numero 12. È doppiato in giapponese da Ryō Naitō.
Nico Holder (火野 竜馬?, Hino Ryoma)
Attaccante uruguagio di origine giapponese, che gioca nel River Plate, nonché uno dei più acerrimi rivali di Mark Lenders. La sua tecnica più temibile è il Tornado Shot, un tiro potentissimo effettuato ruotando su sé stesso prima di calciare la palla; può effettuare questo tiro anche in rovesciata o al volo. Viene estromesso dalla nazionale uruguagia dall'allenatore Rubens, ma ottiene una convocazione nei Real Japan 7 e successivamente nella nazionale giovanile giapponese. In seguito al cambio di allenatore, Holder torna a vestire i panni di giocatore dell'Uruguay U-20. Indossa la maglia numero 9. È doppiato in giapponese da Masaya Onosaka e in italiano da Alberto Caneva.
Ramon Victorino (ラモン・ビクトリーノ?, Victorino Ramon)
Precedentemente chiamato Ruben Pablo, è un centravanti uruguaiano e capitano delle nazionali giovanili del suo Paese. Adempie alla mancanza di tecniche speciali con delle doti atletiche eccezionali, che gli permettono di correre i 100 metri in 10 secondi; grazie alla sua incredibile velocità riesce spesso ad anticipare il tiro o a sfruttare cross battendo anche portieri di notevole livello. Si completa a meraviglia con il compagno di nazionale Nico Holder. Indossa la maglia numero 9 nella nazionale U-15 e la numero 11 nel World Youth. Successivamente viene acquistato dal Werder Brema. È doppiato in giapponese da Kōichi Yamadera nel film La grande sfida: Jr. World Cup e da Takehito Koyasu in Shin Capitan Tsubasa e Road to 2002. In italiano è doppiato da Gianandrea Muià.
Singprasert Bunnaak (シンプラサート・ブンナーク?)
Capitano della nazionale thailandese, gioca nel ruolo di libero. È un avversario temibile che non si fa problemi ad usare uno stile di gioco violento, abbinando le sue abilità di difensore alla sua conoscenza del Muay thai. È infatti un lottatore talmente abile da riuscire con la forza dei suoi colpi a squarciare un sacco da pugilato. Si rivela inoltre un ottimo attaccante dotato di un tiro molto potente e vanta una resistenza fisica impressionante. Non ha scrupoli nel ricorrere a colpi fallosi sugli avversari durante le partite, addirittura sembra provare anche goduria nel vederli soffrire ; non risparmia il suo gioco brutale perfino agli stessi compagni di squadra, durante gli allenamenti. Gioca in nazionale affiancando i fratelli Faran, Sakhon e Chana Konsawatt, coi quali ha un'ottima intesa ed indossa la maglia numero 4. È doppiato in giapponese da Wataru Takagi e in italiano da Fabio Boccanera.

## Altri personaggi
Jenny (藤沢 美子?, Fujisawa Yoshiko)
Manager della Flynet e in seguito fidanzata del capitano Philip Callaghan. Per lasciare un suo ricordo ai compagni, Jenny crea delle fascette portafortuna. Quella donata a Philip è speciale: infatti ci sono scritti i sentimenti della manager (nell'anime è Philip a scrivere la frase). Philip infatti legherà la fascetta sulla fronte durante le partite cruciali. A causa di un suo incidente stradale, Callaghan salterà i tempi regolamentari di Giappone-Svezia del World Youth per starle accanto in ospedale. È doppiata in giapponese da Kazue Ikura in Holly e Benji e da Makiko Ōmoto in Road to 2002 e in italiano da Susanna Fassetta (Holly & Benji - Due Fuoriclasse e Che Campioni Holly & Benji!!!) , da Rachele Paolelli (Holly & Benji Forever) e da Giulia Maniglio e Giulia Bersani in (Captain Tsubasa 2018).
Grace Machida ( 町ラ 真智子?, Machida Machiko)
È l'ex manager della Flynet e grande amica di Jenny. Esorta sempre l'amica a dichiararsi a Philip Callaghan e le da sempre sostegno morale. Doppiata in italiano da Deborah Morese (Captain Tsubasa 2018).
Patricia Gatsby (中沢 早苗?, Nakazawa Sanae)
Detta Patty, è il capo dei tifosi e in seguito manager della New Team. Caratterizzata dai comportamenti da maschiaccio nelle prime fasi della saga, che diverranno decisamente più femminili dopo essersi innamorata del fuoriclasse della New Team, diventa la ragazza di Holly poco dopo il suo ritorno dal torneo di Parigi. Anche con Holly in Brasile continua a rivestire il ruolo di manager della New Team e dopo il diploma diviene il capo dei tifosi della nazionale giapponese under 20. Dopo la fine del World Youth, Patty e Holly si sposano e si trasferiscono prima a San Paolo e in seguito a Barcellona. Durante il Golden-23 resterà incinta e nella serie successiva si scopre che aspetta due gemelli. La giovane appare anche nei film della selezione giovanile Holly e Benji: La selezione giovanile del Giappone e Holly e Benji: La grande sfida mondiale: Jr World Cup! come accompagnatrice. È doppiata in giapponese da Chika Sakamoto in Holly e Benji e Shin Capitan Tsubasa, da Fujiko Takimoto in Capitan Tsubasa J e da Atsuko Enomoto in Road to 2002 e in italiano da Antonella Baldini (prime tre serie) ed Emanuela Pacotto (Captain Tsubasa (serie animata 2018)). A Patty è dedicata una statua nel sobborgo di Yotsugi, alle porte di Tokyo.
Amy (青葉 弥生?, Aoba Yayoi)
Cara amica d'infanzia di Holly. In seguito diviene la manager della Mambo, squadra dove milita Julian Ross di cui diverrà poi la fidanzata. Il giorno prima della sfida Mambo-New Team dell'ultimo torneo delle elementari sarà lei a rivelare ad Holly che il capitano avversario soffre di cuore e che potrebbe morire durante la partita. In seguito lei lo aiuterà a ristabilirsi pienamente. Amy appare anche nel film Holly e Benji: La selezione giovanile del Giappone come manager insieme a Patty. È doppiata in giapponese da Tomiko Suzuki in Holly e Benji, da Junko Iwao in Capitan Tsubasa J e da Masami Suzuki in Road to 2002 e in italiano da Federica Bomba e Domitilla D'Amico nelle prime tre serie e da Martina Tamburello in Captain Tsubasa 2018.
Evelyn Davidson (西本ゆかり?, Nishimoto Yukari)
Manager e tifosa della New Team assieme a Patty e Susy durante le scuole medie. È la cugina di Clifford Yuma; nel manga diventerà inoltre la fidanzata di Bruce Harper. È la migliore amica di Patty. È doppiata in giapponese da Takako Matsui e in italiano da Chiara Francese.
Susy Spencer (杉本久美?, Sugimoto Kumi)
Manager e tifosa della New Team assieme a Patty ed Evelyn durante le scuole medie; amica e kōhai di Patty, ne è anche la rivale in amore e si dichiarerà ad Holly venendo respinta. Susy appare anche nel film Holly e Benji: La grande sfida mondiale: Jr World Cup! come manager del Giappone insieme a Patty e Amy. Doppiata in italiano da Valentina Pallavicino (Captain Tsubasa 2018).
George (中野 浩司?, Nakano Kōji)
Appare varie volte in tutte le serie. È uno dei tifosi della Newppy e successivamente della New Team. Alle medie prenderà il posto di Patty Gatsby come capo-tifoso della squadra, dopo che la ragazza diviene la capo-manager della New Team. Doppiato in italiano da Stefano Crescentini (prime tre serie) e da Massimo Di Benedetto (Captain Tsubasa 2018).
Ichikawa (市川 一茂?, Ichikawa Kazushige)
Appare varie volte in tutte le serie. È uno dei tifosi della Newppy e successivamente della New Team. Doppiato in italiano da Marco Baroni (prime tre serie) e da Vito Alessio Simini (Captain Tsubasa 2018).
Roberto Sedinho (ロベルト本郷?, Roberto Hongo)
Grande campione della nazionale brasiliana. A causa del distacco della retina si è ritirato completamente dal mondo del calcio. Per questo decise di suicidarsi buttandosi in acqua, ma fu salvato dal padre di Holly. In segno di gratitudine, Roberto diventerà l'allenatore di Holly; in seguito allenatore del San Paolo, del Brasile Under 20 e vice del suo maestro Joan Aragones nella nazionale olimpica brasiliana U-23. È doppiato in giapponese da Hideyuki Tanaka in Holly e Benji e Shin Captain Tsubasa, Hideyuki Hori in Captain Tsubasa J, da Mitsuru Miyamoto in Road to 2002 e da Katsuyuki Konishi in Captain Tsubasa 2018 e in italiano da Roberto Del Giudice (Holly e Benji due fuoriclasse e Che Campioni Holly e Benji!!!), Angelo Maggi e Luca Dal Fabbro (Holly e Benji Forever) e Patrizio Prata (Captain Tsubasa 2018). Una statua di Roberto Sedinho è presente nel sobborgo di Yotsugi, alle porte di Tokyo.
Freddy Marshall (見上 辰夫?, Mikami Tatsuo)
Ex-portiere della nazionale e allenatore personale di Benji, allenatore del Giappone Under 15 e della "next generation" Under 19. Doppiato in italiano da Massimiliano Lotti e da Donato Sbodio (Captain Tsubasa 2018, rispettivamente prima e seconda stagione)
Gabriel Gamo (賀茂 港?, Gamo Minato)
Ex-capitano della nazionale e allenatore del Giappone ai mondiali Under 20.
Jeff Turner (吉良 耕三?, Kozo Kira)
Allenatore personale di Mark Lenders e della Muppet, dai metodi rigidi e amante dell'alcool. Diverrà CT della nazionale olimpica U-23 del Giappone impegnata alle Olimpiadi di Madrid; in passato prese parte alle Olimpiadi di Città del Messico 1968 dove vinse la medaglia di bronzo. Doppiato in italiano da Nino Scardina e Stefano Mondini (prime tre serie), da Diego Sabre e Matteo Brusamonti (Captain Tsubasa 2018).
Peter Colby (城山 正?, Shiroyama Tadashi)
Allenatore della New Team, prenderà il posto di Roberto Sedinho. Appare anche nel film Holly e Benji: La selezione giovanile del Giappone. Doppiato in italiano da Carlo Cosolo (Holly e Benji - Due fuoriclasse), Francesco Prando (Holly e Benji: La selezione giovanile del Giappone e Che Campioni Holly & Benji!!!) e Luigi Rosa (Captain Tsubasa 2018).
Jonathan Gunnell (古尾 谷猛?, Furuoya Takeshi)
Allenatore della New Team nel terzo campionato delle medie. Nel film Holly e Benji: La selezione giovanile del Giappone appare come allenatore della squadra asiatica. Doppiato in italiano da Sandro Sardone (Holly e Benji - Due fuoriclasse), Mauro Bosco (Holly e Benji: La selezione giovanile del Giappone) e Marco Balbi (Captain Tsubasa 2018).
Ray Thompson (北詰 誠?, Kitazume Makoto)
Allenatore della Toho durante il terzo campionato scolastico. Appare anche nel secondo film, quando assiste alla sfida tra il Giappone e l'Europa. Doppiato in italiano da Silvio Anselmo (Holly e Benji - Due fuoriclasse) e da Marco Balzarotti (Captain Tsubasa 2018).